# Bataille de Bouvines, 27 juillet 1214
Ne doit pas être confondu avec Le Dimanche de Bouvines ou Bataille de Bouvines.
Pour les articles homonymes, voir Bouvines (homonymie).
La Bataille de Bouvines, 27 juillet 1214 est un tableau d'Horace Vernet, peint en 1827. Il s'agit de l'une des œuvres visibles dans la galerie des batailles, au château de Versailles, en France.

## Description
La Bataille de Bouvines est une huile sur toile, de 5,10 m de haut sur 9,58 m de long. Elle représente une scène de la bataille de Bouvines, en 1214. Le tableau montre plus précisément le roi Philippe Auguste devant son armée et remettant sa couronne en jeu avant la bataille, mais la couronne tomba à terre.

## Localisation
L'œuvre est située dans la galerie des batailles, dans le château de Versailles. Les toiles de la galerie étant disposées par ordre chronologique, elle est placée entre celles représentant Eudes défendant Paris (885) et la bataille de Taillebourg (1242).

## Historique
En 1833, le roi Louis-Philippe, au pouvoir depuis 3 ans, décide de convertir le château de Versailles en musée historique de la France. La galerie des batailles est inaugurée en 1837. 33 toiles monumentales y sont disposées, dépeignant des épisodes militaires de l'histoire de France.
Horace Vernet peint la toile en 1827.

## Artiste
Horace Vernet (1789-1863) est un peintre français.